# Dillingen an der Donau

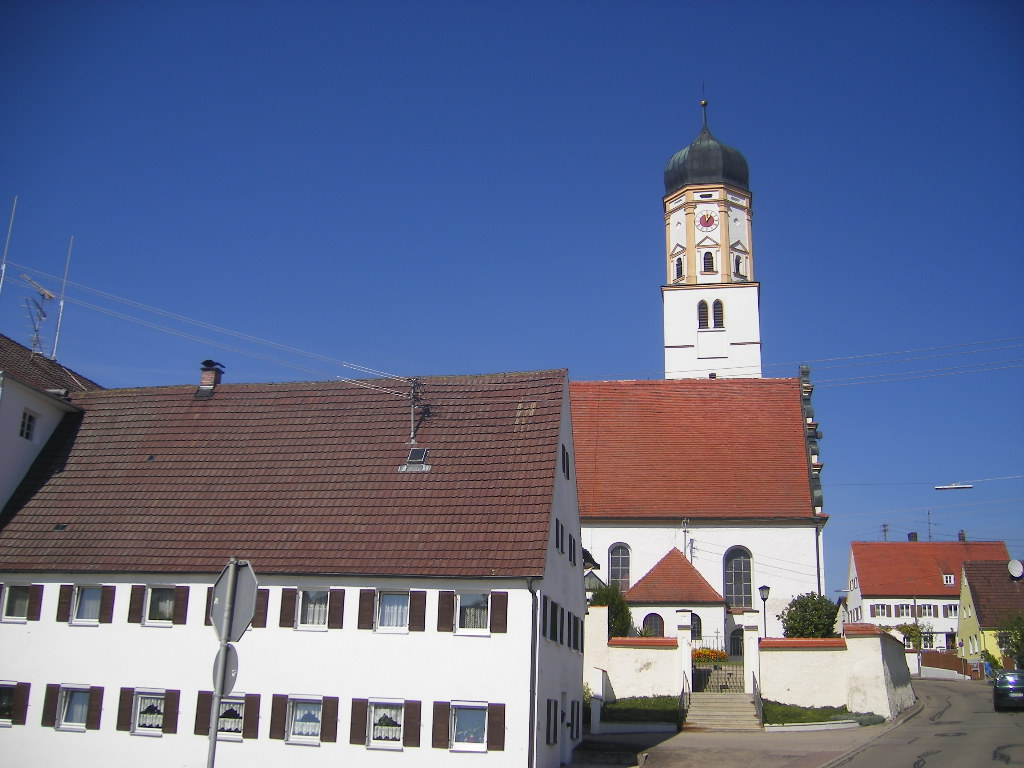
Dillingen an der Donau

Dillingen an der Donau este un oraș din districtul  Dillingen an der Donau, regiunea administrativă Șvabia, landul Bavaria, Germania.